# (14462) 1993 GA
(14462) 1993 GA est un astéroïde de la ceinture principale d'astéroïdes découvert en 1993.

## Description
(14462) 1993 GA a été découvert le 2 avril 1993 à l'observatoire de Kitt Peak, situé dans l'Arizona (États-Unis), par M. Stockmaster et Thomas J. Balonek.

### Caractéristiques orbitales
L'orbite de cet astéroïde est caractérisée par un demi-grand axe de 2,37 UA, un périhélie de 2,09 UA, une excentricité de 0,12 et une inclinaison de 6,52° par rapport à l'écliptique. Du fait de ces caractéristiques, à savoir un demi-grand axe compris entre 2 et 3,2 UA et un périhélie supérieur à 1,666 UA, il est classé, selon la JPL Small-Body Database, comme objet de la ceinture principale d'astéroïdes.

### Caractéristiques physiques
(14462) 1993 GA a une magnitude absolue (H) de 15,7 et un albédo estimé à 0,279.